# Lars Östlund
Lars Yngve Östlund (Estocolmo, 15 de agosto de 1921 – Lund, Suécia) foi um engenheiro civil sueco.
Recebeu o Prêmio Internacional de Mérito em Engenharia Estrutural de 1990.